# 리카르도 사모라
리카르도 사모라 마르티네스(스페인어: Ricardo Zamora Martínez, 1901년 1월 21일 ~ 1978년 9월 8일)는 스페인의 은퇴한 축구 선수로 현역 시절 포지션은 골키퍼였다.
사모라의 별명은 신성한 사나이(El Divino)였으며, 경기를 뛸 때 모자와 흰색 터틀넥을 입는 것으로 유명했다. 사모라는 용감함으로도 유명했다. 1929년 스페인 축구 국가대표팀으로 활약하던 때에 그의 복장뼈가 부러졌음에도 불구하고 잉글랜드전에 출전해 4-3 승리를 거두었고, 스페인은 브리튼 제도 이외의 나라들 가운데 최초로 잉글랜드를 이긴 첫 나라가 됐다. 프리메라리가 최고의 골키퍼에게 수여하는 트로페오 리카르도 사모라는 그의 이름을 따서 만들어졌으며, 월드 사커 매거진이 정한 20세기 최고의 선수 100명중 79번째로 선정되었다.

## 클럽 경력
사모라는 우니베르시타리 SC에서 축구를 처음 시작했다. 1916년 RCD 에스파뇰에 입단했고, 1918년 카탈란 풋볼 챔피언십에서 우승을 차지했다.
사모라는 1919년 FC 바르셀로나로 이적해 3번의 카탈란 풋볼 챔피언십 우승과 2번의 코파델레이 우승을 차지했다. 1922년에 RCD 에스파뇰에 다시 입단해 1929년 2월 2일 프리메라리가 데뷔전을 가졌고, 카탈란 풋볼 챔피언십과 코파델레이에서 우승을 차지했다.
1930년에 사모라는 레알 마드리드 CF로 이적했고, 동시에 카탈루냐에서 배신자 취급을 받았다. 사모라는 1931-32 시즌 팀의 첫 리그 우승을 차지하는데 일조했다. 다음 시즌인 1932-33 시즌에도 리그 우승을 차지했으며, 1934년 코파델레이에서 우승을 했다. 1936년 코파델레이 결승전에서는 결승전 사상 최초로 FC 바르셀로나와 대결했는데, 경기 종료 전에 사모라가 FC 바르셀로나의 공격수 호세프 에스콜라의 슛을 막아내면서 레알 마드리드 CF가 2-1로 승리해 우승을 차지했다.
이후 1937년 OGC 니스로 이적했고, 1938년 은퇴했다.

## 국가대표팀 경력
사모라는 1920년 처음으로 결성된 스페인 축구 국가대표팀에 선발돼 1920년 하계 올림픽에 출전했고, 은메달을 땄다. 사모라는 1934년 FIFA 월드컵에도 출전해 대회 최우수 골키퍼에 선정됐다. 사모라는 스페인 축구 국가대표팀 소속으로 모두 46경기에 출전했다.
사모라는 또한 카탈루냐 축구 국가대표팀으로 뛰었으며, 적어도 13경기에 출전했다. 사모라는 1920년대에 파울리노 알칸타라, 에밀리오 사히 리냔, 호세프 사미티에르 등과 카탈루냐 축구 국가대표팀으로 활약하며 3번의 코파 프린세프 데 아스투리에스 우승을 차지했다.

## 감독 경력
사모라는 1939년 아틀레티코 아비아시온의 감독으로 부임했다. 아틀레티코 아비아시온은 1940년 팀 사상 처음으로 리그 우승을 차지했으며, 1941년에도 우승을 차지했다. 1946년에는 셀타 비고의 감독이 되어 1947-48 시즌 리그 4위와 코파델레이 결승 진출을 이루어냈다. 1952년 6월에는 스페인 축구 국가대표팀 감독으로 선임돼 두 경기를 치렀으며, 이후 셀타 비고와 RCD 에스파뇰의 감독을 맡았다.

## 논란

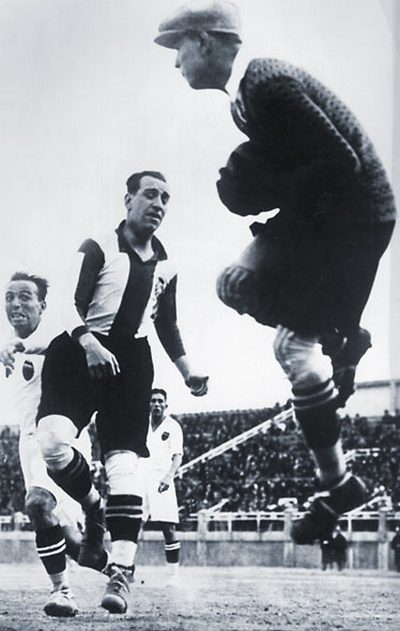
리카르도 사모라

사모라는 또한 논란의 대상이기도 했다. 그는 전해진 바에 따르면 코냑을 즐겨 마셨으며, 하루에 담배 세 갑을 피웠다. 1920년 하계 올림픽 때에는 이탈리아전에서 상대 선수를 때려 퇴장당했으며, 올림픽 이후에는 쿠바산 시가을 밀수입하려다 적발돼 수감되고 벌금을 물었다. 1922년에는 그가 RCD 에스파뇰로 이적하면서 받은 계약금을 세무청에 거짓으로 신고해 집행 유예 1년을 선고받았다.
사모라는 바르셀로나 태어난 카탈루냐 출신으로, FC 바르셀로나와 카탈루냐 축구 국가대표팀에서 활약했으나, 1930년 레알 마드리드 CF로 이적하면서 카탈루냐에서 비난을 받았다.
사모라의 정치적 성향 역시 논란의 대상이었다. 1934년에는 스페인 제2공화국으로부터 훈장을 수여받았고, 스페인 내전 동안에는 프랑코파 선전원들로부터 그들을 위해 경기를 뛰라고 강요를 받았으며, 1950년대에는 프랑코로부터 훈장을 수여받았다.

### 스페인 내전
1936년 7월 스페인 내전 초기에 ABC 신문은 공화파가 사모라를 죽였다는 오보를 내보냈다. 프랑코파는 이 기사를 선전에 이용하려고 했다. 그러나 사모라는 살아있었고, 그의 죽음에 대한 소문이 퍼지자 공화파 민병대는 그를 체포해 투옥시켰다. 그는 결국 아르헨티나 대사관의 탄원으로 석방됐고, 프랑스로 떠나 전쟁이 끝날 때까지 OGC 니스에서 뛰었다. 사모라는 1938년 12월 8일 스페인으로 돌아와 프랑코파 군사들을 위한 경기를 뛰었다.